# Habsburg–Tescheni Vilmos Ferenc József főherceg
Habsburg–Tescheni Vilmos Ferenc József főherceg (Erzherzog Wilhelm Franz Joseph von Österreich-Teschen und Toskana); (Póla, Tengermellék tartomány, Ausztria, 1895. február 10. – Kijev, Szovjetunió, 1948. augusztus 18., osztrák főherceg, magyar és cseh királyi herceg, Teschen és Toszkána hercege, császári és királyi ezredes, majd Vaszil Visivanij (Василь Вишиваний) néven az Ukrajna függetlenségért harcoló Szics lövészek (Szicsovi Sztrilci, Січові Стрільці) ezredese, ukrán nyelvű költő. Polgári nevén Wilhelm Habsburg (Вільгельм Габсбург). A két világháború között ausztriai emigrációban a Szabad Ukrajna mozgalmat segítette. A második világháború után a szovjet hatóságok Bécsben elfogták és a Szovjetunióba hurcolták. Sztálin börtönében halt meg.

## Élete

### Származása, testvérei
Vilmos Ferenc osztrák főherceg 1895. február 10-én született az isztriai Pólában. Édesapja Habsburg–Tescheni Károly István főherceg (1860–1933), Károly Ferdinánd főherceg és Erzsébet Franciska Mária főhercegnő fia, József nádor unokája, a császári és királyi Haditengerészet (k.u.k. Kriegsmarine) főfelügyelője volt. Édesanyja Habsburg–Toscanai Mária Terézia Antonietta főhercegnő (1862–1933), Károly Szalvátor főherceg és az olasz Bourbon (Borbone) házból való Mária Immakuláta Klementina nápoly–szicíliai királyi hercegnő leánya. A család a tescheni hercegségben, a sziléziai Saybuschban élt, a mai Lengyelország területén. A testvérek:
- Eleonóra Mária főhercegnő (1886–1974), aki 1913-ban rangon aluli házasságot kötött Alfons von Klöss (1880–1953) cs. és kir. korvettkapitánnyal.
- Renáta Mária Karolina főhercegnő (1888–1935), aki 1909-ben feleségül ment Radziwill Jeromos (Hieronim Radziwiłł) lengyel herceghez (1885–1945). Férje szovjet koncentrációs táborban pusztult el.
- Károly Albert főherceg (1888–1951) császári és királyi tüzérezredes, aki 1919-ben lengyel állampolgár lett, Karol Olbracht Habsburg-Lotaryński néven. 1920-ban feleségül vette a svéd születésű Alice Elisabeth Ankarcronát (1889–1895), Badeni gróf özvegyét.
- Mechthildis Mária Krisztina főhercegnő (1891–1966), aki 1913-ban Olgierd Czartoryski lengyel herceghez (1888-1977) ment feleségül.
- Leó Károly főherceg (1893–1939) cs. és kir. százados, aki Lengyelországban Leon Karol Habsburg néven szerepelt. 1922-ben feleségül vette Marie-Clothilde de Thuillières-t, Montjoye-Vaufrey és la Roche grófnőjét (1893–1978).
- Vilmos Ferenc József főherceg (1895–1948), a későbbi Vaszil Visivanij.

Vilmos főherceg szülei voltak az első Habsburgok, akik a lengyelek által lakott Sziléziába költöztek, megtanultak lengyelül, Vilmos és testvérei már anyanyelvükként beszélték a nyelvet. Később valamennyien szakítottak a Habsburg családi hagyománnyal, és nem osztrák–magyar–bajor arisztokraták köréből választottak házastársat. Sorsukat Lengyelország sorsához kötötték. Az első világháború utolsó éveiben, 1915–18 között a lengyel monarchisták Vilmos apját, Károly István főherceget támogatták a tervezett Lengyel Királyság trónjának elnyerésében, a Lengyel Köztársaság kikiáltása azonban meghiúsította reményeiket.

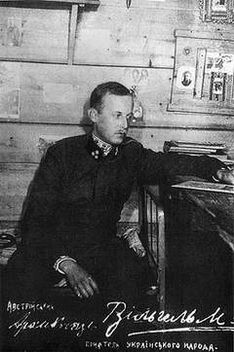
Vilmos főherceg, a cs.és kir. haderő tisztje

### Pályafutása az Osztrák–Magyar Monarchiában
Vilmos főherceg elvégezte a bécsújhelyi Mária Terézia Katonai Akadémiát. 1915-ben a 13. ulánus ezredben kezdte katonai szolgálatát. Mint Habsburg főherceg, rendszeresen együttműködött az Osztrák–Magyar Monarchia parlamentjeinek rutén és ukrán képviselőivel, akik nemzeti kisebbségük számára igyekeztek több jogot kivívni a Monarchián belül. A világháború végén ezredesi rangban az Ukrán Légió egyik gyalogos dandárjának parancsnoka volt, amely halicsinai (halicsi, azaz galíciai) rutén és ukrán nemzetiségű katonákból állt.
1917 végén, az Orosz Birodalom összeomlása után, Vilmos főherceg dandárja a központi hatalmak által megszállt Dél-Ukrajnában állomásozott. Ebben az időben Vilmos már folyékonyan beszélt ukránul, jól ismerte és kedvelte az ukrán nemzeti kultúrát, maga is írt verseket ukránul. Egyik katonájától kapott egy hímzett inget amelyet gyakran fedetlenül is viselt. Ekkor kapta a környezetétől a Vaszil Visivanij Hímzett Vaszil becenevet. (Visivánka a gazdag hímzéssel díszített ing, blúz, az ukrán nemzeti viselet jellegzetes darabja). Barátai és támogatói egyre gyakrabban hívták őt ezen a néven és ő is nevezte így magát.
A Német Császárság az Oroszországtól elszakított új ukrán államot saját gyámsága alatt kívánta létrehozni, monarchisztikus államformában. 1918 tavaszán elterjedt, hogy az ukrán királyi trónt Vilmos főhercegnek ajánlották fel, de ő visszautasította ezeket az ajánlatokat. Ukrán barátai is szívesen látták volna őt a trónon, de maga Vilmos cáfolta ezeket a pletykákat. Májusban és júniusban Pável Szkoropadszkij, a németek által kinevezett hetman, aki saját helyzetét látta veszélyeztetve a központi hatalmak esetleges királyjelöltje által, a német nagykövetnél és magánál Vilmos császárnál tiltakozott Vilmos főherceg ukrajnai jelenléte ellen, és követelte, hogy távolítsák őt el az országból. A túl ismertté vált „Vilmos főherceg-afférba” maga Vilmos császár is beavatkozott. Végül a németek Szkoropadszkij támogatása mellett döntöttek. Valószínű azonban, hogy Vilmos főherceg ukrajnai állomásoztatásával és jelöltségének lebegtetésével a németek nyomást akartak gyakorolni a megbízhatatlan hetmanra.
1918 júliusában az osztrák hadvezetés létrehozta az 1.Ukrán Hadosztályt, amelyet hamarosan Szics lövészeknek (Січові Стрільці) kezdtek nevezni. A név Ukrajna nemzeti történelmének másfél évszázaddal korábbi időszakára, a hetmanok idejére utalt, amikor a szics kozákok nagy szerepet játszottak az törökök, az oroszok és a lengyelek ellen folytatott harcaiban, az önálló Ukrajna védelmében.

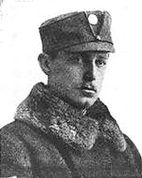
Vilmos főherceg, a Szics lövészek ezredese

### Harcban a független Ukrajnáért
1918 decemberében, a világháborút lezáró fegyverszünet és a Monarchia széthullása után a központi hatalmak kiürítették Ukrajnát. Vilmos főherceg ezredesi rangban beállt az új ukrán állam kicsiny hadseregébe, hivatalosan is felvette a Vaszil Visiványi nevet, elvágva kötődését a Habsburg-családhoz. Az ukrán Honvédelmi Minisztériumban kapott beosztást. A Szics-lövészhadosztályt 1919-ben Szimon Petljura hetmannak, az új Ukrán Köztársaság katonai vezetőjének Direktóriuma alá rendeltek. Vilmos főherceg 1919-ben a Szics lövészek ezredeseként részt vett a fiatal Ukrajna függetlenségi harcában, amelyet a túlerőben lévő orosz fehérgárdisták, majd a bolsevikok ellen vívott, miközben tartaniuk kellett a lengyelek támadásától is. 1919 folyamán Vilmos ezrede a lengyel határon, Kamjanec-Pogyilszkij térségében állomásozott.
Petljura hetman hadserege vereséget szenvedett az orosz fehérgárdistáktól, majd az azokat legyőző bolsevikoktól is. 1919 végére erőit lengyel területre szorították. 1920-ban a Lengyelországba menekült Petljura paktumot kötött Józef Piłsudski marsallal, aki területi engedményekért cserébe katonai segítséget ígért Ukrajnának. A megállapodás alapján az 1. Ukrán Hadosztály lengyel alárendeltségbe került. 1920 telén a lengyel hadsereg benyomult Ukrajnába, elfoglalta Kijevet, lengyel katonai kormányzatot állított fel. 1920 májusában azonban Bugyonnij tábornok parancsnoksága alatt a Vörös Hadsereg sikeres ellentámadásban elfoglalta Kelet-Ukrajna nagy részét, az ukrán-lengyel szövetségeseket Lembergen túlra vetette vissza. Petljura és az őt támogató lengyel hadsereg a(z akkori) ukrán-lengyel határra, Kamjanec-Pogyilszkijba vonultak vissza. A független Ukrajna ügye elveszett. Az 1921-es rigai békeszerződésben a lengyel kormány jelentős területi engedményeket tett Szovjet-Oroszország javára. Még a lengyel ellenőrzés alatt álló Nyugat-Ukrajna egyes területeit (így Kamenyec-Podolszkijt is) átengedte a bolsevikoknak, elismerte a szovjet-orosz kormány ukrajnai fennhatóságát, ejtette Petljurát és beleegyezett a független ukrán hadsereg leszerelésébe is. Piłsudski marsall, aki ekkor már nem volt államfő, a „gyávák békéjének” nevezte ezt a megállapodást. Vilmos főherceg – Vaszil Visivanij ezredes – aki már az 1920-as Petljura–Piłsudski paktumot is Ukrajna elárulásának minősítette, tiltakozásul elhagyta Ukrajnát.

### Emigrációban a két világháború között
Vilmos főherceg és néhány barátja, az ukrán Szics lövészek volt tisztjei, Lengyelországon át Münchenbe utaztak. Vilmos itt a polgári Wilhelm Habsburg nevet használta. Megnyitották az ukrán nemzetiségűek németországi irodáját, amely fő céljaként a független ukrán állam helyreállítását tűzte ki. 1921-ben a vesztes és szétzilált Németországban igen nehéz volt pénzügyi támogatást találni. Wilhelm Habsburg – azaz Vaszil Visivanij ezredes – csak a német Önkéntes Hadtest (Freikorps) és a korábbi német megszálló haderő veteránjainak erkölcsi támogatásában bízhatott. Még 1921-ben felvette a kapcsolatot Theodor Freiherr von Cramer-Klett bajor nagyiparossal, az Aufbau (Újjáépítés) szervezet alapítójával, amelyet eredetileg a német vállalkozók támogatására szántak, de hamarosan odatömörült mindenféle jobboldali és nacionalista csoport, köztük Vaszil Visivanij ezredes Szabad Ukrajna mozgalma és a német nemzetiszocialisták is.
1921 végén Wilhelm Habsburg mozgalmát már sokféle eredetű és érdekű személy és csoport támogatta, köztük Kirill Romanov nagyherceg, a cári család tagja, trónkövetelő; Max von Scheubner-Richter baltikumi német politikus, aki 1919-ben a német Freikorps csapatait a független Lettországért vitte harcba; az orosz-lengyel Biskupski tábornok, aki 1920-ban egyesíteni akarta Ukrajnát Lengyelországgal; Ivan Poltavec-Osztranyica ezredes, Vaszil volt tiszttársa a Szics lövészeknél, aki magát „az utolsó hű kozáknak” nyilvánította; és Pavel Avalov-Bermondt orosz „herceg”, tábornok és kalandor, aki az antibolsevista harc jegyében a Freikorps lettországi küldetését még 1920-ban is folytatni akarta.
1921 tavaszán Wilhelm Habsburg Szabad Ukrajna mozgalmának támogatói 2 millió márkát adtak össze, és további pénzösszegek beérkezését várták. 1921 júniusában Visivanij nyilvánosan megbízta Biskupski tábornokot, hogy bajor területen szervezzen egy új ukrán önkéntes hadsereget, a bolsevikok elleni harcra. Az Aufbau szervezet és a mögötte álló vállalkozók az ukrán ügy pénzügyi támogatásáért cserében természetesen azt kívánták, hogy ipari koncessziókat kapjanak a felszabadított Ukrajnában.
1921 szeptemberében Biskupski Magyarországra utazott, lovakat vásárolni az ukrán hadsereg részére. Maga Vaszil Visivanij ezredes toborzó és kiképző központokat szervezett Berlinben és más német nagyvárosokban, ahol sok orosz és ukrán antibolsevik emigráns élt. Maga Erich Ludendorff tábornagy is megjelent néhány toborzó eseményen, ahol beszédeiben elítélően szólt a bolsevizmusról és a versailles-i békeszerződésről.
A Szabad Ukrajna mozgalmat saját vezetői zilálták szét. Poltavec-Osztranyica ezredes – az „Aufbau”-t támogató üzleti csoportok megbízásából – a jelentkezők között külön toborzást folytatott, hogy Ukrajna helyett az Osztrák Köztársaság kormányának megdöntésére vezesse őket. Biskupski tábornok egy fantasztikus támadás tervét dolgozta ki Szovjet-Oroszország ellen, amelynek északi szárnyát a német Freikorps alkotta volna, orosz emigránsokkal és Romanov-párti monarchistákkal kiegészítve, Avalov-Bermondt tábornok vezetésével, a déli szárnyat az új ukrán önkéntes hadtest alkotta volna, Vaszil Visivanij ezredes (azaz Wilhelm Habsburg) parancsnoksága alatt.
A volt főherceg világosan átlátta, hogy az egyesült erők nagy hadjárata puszta fantazmagória, amely sohasem valósulhat meg. Az ellentétes érdekű Baltikum, a birodalmi Oroszország, és a szabad Ukrajna sohasem állhat ugyanazon az oldalon. A magánakciókkal mindegyik vállalkozó csoport katonai erőt próbált szerezni saját üzleti céljaihoz. A Szabad Ukrajna önkéntes hadseregének egységei néhány hónapon át München környékén lézengtek, 1922 elején a német kormány elrendelte feloszlatásukat. A hadsereg (Reichswehr) tisztjei megakadályozták, hogy az ukránok és oroszok fellázadjanak. Az 1922. április 16-án Németország és Szovjet-Oroszország megkötötte a rapallói egyezményt, amely megalapozta a két állam közeledését. Ennek feltételeként a német kormány nem tolerálhatta tovább területén a Szabad Ukrajna és az orosz monarchista mozgalom működését. Az „Aufbau” pénzügyi támogatását egy csapásra megszüntették. A felgyűlt pénzalapokat Ludendorff a Nemzetiszocialista Német Munkáspártba mentette át.

### Harc Sztálin nemzetiségi politikája ellen
1925–29 között Wilhelm Habsburg Spanyolországban ingatlanügynökként dolgozott, majd visszatért Ausztriába. Állandó kapcsolatot tartott az Európába érkezett ukrán emigránsokkal, és ahol csak tudta, segítette az ukrán nemzeti ügyet, amelyet négy ellenséges megszálló hatalom igyekezett diszkreditálni. A lengyel hatalom ellenségesen viseltetett a kelet-galíciai ukránokkal (szokásos módszerük volt az ukrán templomok felgyújtása karácsonykor és húsvétkor, a lengyel rendőrség szerint a tetteseket az áldozatok között kellett keresni). A román kormány Bukovinában és Besszarábiában minden ukrán kulturális megnyilvánulást tiltott. A csehszlovák kormány az általa megszállt Kárpátalja ruténok lakta keleti területeit olyan elmaradott szegénységben tartotta, hogy az éhezés és járványok mindennaposak voltak. Szovjet-Ukrajnában a kommunista kormányzat folyamatos irtóháborút folytatott a parasztok és értelmiségiek ellen.
1932–33-ban, amikor Sztálin mesterséges éhínséget és tömeghalált idézett elő Ukrajnában, a Bécsben élő Wilhelm Habsburg tiltakozó gyűléseket szervezett Ausztriában és más országokban. Megpróbálta rávenni az európai kormányokat, gyakoroljanak nyomást a szovjet vezetésre. Az Ukrán Görögkatolikus Egyház vezetőjének, Andrej Septitszkij metropolitának felhívására Párizsban az éhező Ukrajnát segítő nemzetközi bizottságot szerveztek, amelyben számos ismert külföldi személyiség működött, köztük Vaszil Visivanij, a Szics-lövészhadosztály tagja. Az ukrán nyelvű Szovoboda (Szabadság) c. emigráns újság adott hírt munkájukról.

### Elhurcolása, halála
Az Anschluss (1938) után Wilhelm Habsburg Bécsben maradt. Tuberkulózisban szenvedett, idejének java részét gyógykezeléseken töltötte. A második világháború során a Gestapo megfigyelés alatt tartotta, az ukránokkal való kapcsolatai miatt. A náci politikai vezetés 1939-ig, a szovjet–német barátsági és megnemtámadási szerződés létrejöttéig támogatója volt az ukrán ügynek, utána azonban egyszerre kellett udvarolnia a szövetséges Magyarországnak, és a baráti Szovjetuniónak, ami az ukrán „nacionalizmus” erőteljes elítélését tette szükségessé. Visivanijt különösen szorosan figyelték 1941 után, amikor a német csapatok által elfoglalt Ukrajna német helytartója (Reichskomissar) tömeges kivégzéseket rendezett, és dicsőítette a Sztálin által előidézett éhínség „hatékonyságát”. Wilhelm Habsburg, aki korábban sok támogatást kapott a berlini kormánytól az ukrajnai éhezők megsegítésére, most nyíltan hangot adott felháborodásának.

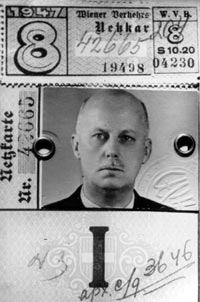
Wilhelm Habsburg utolsó bécsi villamosbérlete, 1947. augusztus

Bécsben maradt egészen a világháború végéig, akkor sem menekült el, amikor Bécset megszállta a szovjet hadsereg. Bécs brit zónájában élt, onnan rabolták el 1947. augusztus 26-án a szovjet politikai rendőrség álruhás ügynökei. Kijevbe vitték, ahol a szovjethatalom elleni fegyveres felkelésben való részvételért halálra, majd életfogytiglani fegyházbüntetésre ítélték. A Nemzetközi Vöröskereszt jelentése szerint 1948. augusztus 18-án halt meg a kijevi Lukjanovszka börtönben. Más források szerint halálának éve 1949. vagy 1950. Más osztrák hadifoglyok, akik szovjet hadifogságból tértek haza, állítják, hogy Vaszil Visivanij, az ukrán Szics lövészek ezredese, született Habsburg–Tescheni Vilmos Ferenc József osztrák főherceg, magyar és cseh királyi herceg, József nádor dédunokája 1955 körül halt meg a Vlagyimir Volinszkij-i szovjet koncentrációs táborban, ahol fogvatartói és köztörvényes bűnöző rabtársai halálra kínozták.
A Szovjetuniótól 1991-ben elszakadt önálló Ukrán Köztársaság (különösen a 2005-ös demokratikus fordulat óta) saját nemzeti hősének, az ukrán függetlenség harcosának tekinti a kalandos és ellentmondásos életű, tragikus sorsú Wilhelm Habsburgot.